# Соловьёв, Юрий Николаевич (онколог)
Юрий Николаевич Соловьев (род. 17 апреля 1928 года, с. Георгий, Чухломский район, Костромская область, СССР) — советский и российский патолог-онколог, академик АМН СССР (1991), академик РАН (2013).

## Биография
Родился 17 апреля 1928 года в селе Георгий Чухломского района Костромской области в семье уездного агронома и сельской учительницы. Мать: Соловьева Нина Петровна, отец: Соловьев Николай Геннадьевич. Женат. Супруга: Соловьева Евгения Андреевна. Дети: Андрей, Николай.
С 1945 по 1947 годы работал фотографом на киностудии «Мосфильм».
В 1953 году — окончил 2-й Московский медицинский институт имени И. В. Сталина (позднее — имени Н. И. Пирогова) с отличием, где с 1953 по 1955 годы учился в ординатуре при кафедре ЛОР-болезней института.
С 1953 по 1960 годы работал старшим лаборантом и младшим научным сотрудником в Институте биофизики Минздрава СССР.
В 1959 году — защита кандидатской диссертации на тему «Действие стронция-90 на сосудисто-нервные элементы кости».
С 1960 по 1963 годы — старший научный сотрудник, заведующий лабораторией патоморфологии Института общей и коммунальной гигиены имени А. Н. Сысина АМН СССР.
В 1972 году — защита докторской диссертации на тему «Опухоли костей (вопросы морфологии и патогенеза)».
С 1974 по 1978 годы — исполняющий обязанности заместителя директора ОНЦ по научной работе.
С 1978 по 1981 годы — руководитель лаборатории патологической анатомии опухолей опорно-двигательного аппарата.
С 1981 по 1985 годы — директор НИИ канцерогенеза ВОНЦ АМН СССР и заместитель директора центра по науке.
С 1986 по 1993 годы — руководитель отдела патологической анатомии опухолей человека, объединённого с прозектурой.
С 1994 по 2018 годы — главный научный сотрудник отдела патологической анатомии опухолей человека РОНЦ имени Н. Н. Блохина, ныне — Национальный медицинский исследовательский центр онкологии им. Н. Н. Блохина).
В 1976 году — профессор.
В 1984 году — избран членом-корреспондентом АМН СССР.
В 1991 году — избран академиком АМН СССР (в дальнейшем — РАМН).
В 2013 году — стал академиком РАН (в рамках присоединения РАМН и РАСХН к РАН).

## Научная деятельность
Научные интересы: Изучение вопросов диагностики, патогенеза и оценки эффективности лечения доброкачественных и злокачественных опухолей и опухолеподобных процессов у взрослых и детей как в костном скелете, так опухолей и другой локализации.
Специалист в области экспериментальной и клинической онкоморфологии.
Более 40 лет посвятил изучению патологии, диагностике и оценке эффективности лечения злокачественных опухолей костей.
Провел цикл работ в области радиобиологии и лучевой патологии, комплексного изучения влияния факторов внешней среды (воздух, вода и почва) на животный организм.
Много лет работал в составе редакции Большой медицинской энциклопедии в качестве ученого секретаря редакционных отделов «Онкология» и «Патологическая анатомия», является автором ряда статей в 3-м издании БМЭ.
Автор более 300 научных работ, в том числе соавтор ряда руководств по диагностике новообразований человека.
Входил в состав редколлегий научных журналов «Архив патологии», «The American Surgery Pathology», «Human Pathology» (США) и др.
Постоянно работал в составе ученых советов, участвовал в международных проектах (ВОЗ, МАИР, СЭВ) по разработке диагностики и номенклатуры опухолей различной локализации.
С 1985 года является внештатным консультантом ЦКБ УД Президента РФ.
Более 15 лет руководил в рамках СЭВ группой специалистов, занимавшихся проблемами диагностики и терапии опухолей костей, участвовал в международных форумах в США, Франции, Швейцарии.
Под его руководством защищено 30 кандидатских и докторских диссертаций.
Отличительная черта: Глубокая принципиальность, высочайший профессионализм, постоянно стремится к самосовершенствованию, широкая эрудиция, высокая культура, душевная теплота, доброжелательность, надежность, честность и искрометный юмор.
Интересы, хобби: Живопись, фотография, страстный охотник.
Библиография:
- «Внеорганные забрюшинные опухоли» (1976);
- «Опухоли костей» (1981);
- «Основы патологической анатомии и морфологические классификации» (1981);
- «Саркомы костей» (1986);
- главы в руководстве «Патологоанатомическая диагностика опухолей человека» (1971, 1976, 1983, 1993);
- «Рак предстательной железы» (2002);
- «Патология опухолей костей: практическое руководство». М.: Практическая медицина, 2019: 272 с.;
- «Длинная быстрая жизнь». М.: Практическая медицина, 2018: 560 с.

- «Внеорганные забрюшинные опухоли» (1976)
- «Опухоли костей» (1981)
- «Основы патологической анатомии и морфологические классификации» (1981)
- «Саркомы костей» (1986), главы в руководстве «Патологоанатомическая диагностика опухолей человека» (1971, 1976, 1983, 1993)
- «Рак предстательной железы» (2002)

## Награды
- Премия имени Н. Н. Петрова за авторское участие в монографии «Саркомы костей» (1991)
- Заслуженный деятель науки Российской Федерации (1998)[3]
- Государственная премия Российской Федерации (в составе группы, за 1999 год) — за разработку и внедрение в клиническую практику комбинированных методов лечения остеогенной саркомы[4]
- Премия АМН СССР имени А. И. Абрикосова